# Festforestilling i Snolderød
Festforestilling i Snolderød er en dansk stumfilm fra 1913, der er instrueret af Eduard Schnedler-Sørensen efter manuskript af Waldemar Hansen.

## Handling
Denne artikel mangler et handlingsreferat. Hjælp os med at skrive det.